# Descompensação
Na medicina, a descompensação é a deterioração funcional de uma estrutura ou sistema que anteriormente funcionava com o auxílio da compensação alostática . A descompensação pode ocorrer devido a fadiga, stress, doença ou idade avançada. Quando um sistema é "compensado", ele é capaz de funcionar apesar dos fatores de stress ou defeitos. A descompensação descreve a incapacidade de compensar essas deficiências. É um termo geral commumente usado na medicina para descrever uma variedade de situações.

## Fisiologia
Por exemplo, a descompensação cardíaca pode referir-se à falha do coração em manter a circulação sanguínea adequada, após doença vascular de longa data (previamente compensada) (ver insuficiência cardíaca). O tratamento de curto prazo da descompensação cardíaca pode ser obtido por meio da administração de dobutamina, resultando num aumento da contratilidade cardíaca por meio de um efeito inotrópico.
A insuficiência renal também pode ocorrer após uma lenta degradação da função renal devido a uma doença subjacente não tratada; os sintomas desta última podem então tornar-se muito mais graves devido à falta de compensação eficiente pelo rim.

## Psicologia
Na psicologia, o termo refere-se à perda de mecanismos de defesa saudáveis por um indivíduo em resposta ao stress, resultando em distúrbios de personalidade ou desequilíbrios psicológicos. Algumas pessoas que sofrem de transtorno de personalidade narcisista ou transtorno de personalidade limítrofe podem descompensar em delírios persecutórios para se defender contra uma realidade perturbadora.